# Анђелка Говедаровић
Анђелка Говедаровић (Карловчић код Пећинаца, 26. јун 1946) српска је певачица народне музике. Њене најпознатије песме су: Сремачко је село мало, Вели мени мој комшија Стева и Банаћанско коло.

## Биографија
Рођена је 26. јуна 1946. године у селу Карловчић, у Срему. У раном детињству показивала је љубав и дар према народној музици. У десетој години је направила свој први концерт у капиџику своје куће. Касније пева у свим школским хоровима и наступа на школским свечаностима. Из средње школе, у 17. години, одлази на аудицију у КУД "Шпанац", где је примљена на првој аудицији. У "Шпанцу" три године усавршава певање и сценски наступ.
Први композитор и текстописац Данило Живковић, примећује Анђелку и даје јој песму "Вели мени мој комшија Стева", која је обележила њену каријеру и постала њена лична карта.
Затим се нижу многе песме и снимања за Радио Београд, Нови Сад, Загреб, Осијек и друге југословенске радио-станице.
Учествује на разним фестивалима народне музике од којих су најуспешнији "Београдски сабор" и "Златна Тамбурица". Добила је и многе награде од којих се посебно издвајају: "Естрадна награда Србије", "Естрадна награда Југославије", "Статус естрадног уметника", као и многа признања за очување изворне песме.
Најдраже признање јој је "Александар Дејановић" за очување војвођанске народне песме.
Пропутовала је цео свет певајући баш војвођанску, сремску народну песму.

## Фестивали
- 1969. Београдски сабор - Чувају, чувају, прва награда публике
- 1970. Београдски сабор - Нежне речи
- 1975. Београдски сабор - Тама пала
- 1976. Хит парада - Другарице, утеши ми мајку
- 1977. Београдски сабор - Срце дадо' једном тамбурашу, трећа награда стручног жирија
- 1978. Парада хитова - Свет припада лепој жени
- 1984. Хит парада - Ја сам цура ведра
- 1987. Млава пева јулу, Велико Лаоле - Дођи ноћас, кад' те сањам
- 1988. Распевана Шумадија, Краљево - Расплела бих косе бујне
- 1988. Млава пева јулу, Велико Лаоле - Дођи ноћас кад те сањам
- 1989. Млава пева јулу, Велико Лаоле - Због Милице моје другарице
- 1990. Златна тамбурица, Нови Сад- Стара фрајла
- 1991. Златна тамбурица, Нови Сад - Банаћани, враголани
- 1992. Златна тамбурица, Нови Сад - Војвођанска берба
- 2000. Златна тамбурица, Нови Сад - Шта ли ноћас, моје лане ради
- 2003. Златна тамбурица, Нови Сад - Златна поља Војводине моје, победничка песма
- 2004. Војвођанске златне жице, Нови Сад - Мој комшија из Црепаје
- 2005. Војвођанске златне жице, Нови Сад - Златни венац Војводине
- 2006. Војвођанске златне жице, Нови Сад - Нови Саде, Атино, старино!
- 2007. Војвођанске златне жице, Нови Сад - Сремачка ћу снаја бити